# 장승배기역
장승배기역(Jangseungbaegi Station, 长丞拜基驛)은 서울특별시 동작구 상도로에 위치한 서울 지하철 7호선의 지하철역이다. 2031년 서울 경전철 서부선이 개통되면 환승역이 될 예정이다.

## 역명 유래
장승배기는 "장승이 세워진 곳"을 뜻하는 용어이다. 조선의 제22대 국왕인 정조는 뒤주 속에 갇혀 죽은 자신의 아버지인 장조의 묘소인 융건릉을 참배하기 위해 언제나 숲이 우거진 이 곳을 행차했고 수행원들에게 이 곳에 장승을 세우라고 명령했다. 장승배기라는 이름은 여기서 유래된 이름이다. 명칭이 '장승백이'로 잘못 표기된 사례가 있는데, 이는, 한자의 한글식 표기에서 발생하였던 맞춤법 오류의 표기이다.

## 역사
- 2000년 8월 1일 : 서울 지하철 7호선 신풍~건대입구 구간 개통과 함께 영업 개시
- 2025년 7월 21일 ~ 7월 31일: 동작구청역으로 역명 변경에 따른 주민 의견수렴 공고

## 역 구조
2면 2선의 상대식 승강장이 구부러진 지하역이며, 승강장에 스크린도어가 설치돼 있다. 출구는 6개가 있다. 이 역은 반대방향으로 횡단이 불가능하다.

### 승강장
| 상도 ↑         |
| \| 상          |
| ↓ 신대방삼거리 |

| 상행 | ● 서울 지하철 7호선 | 이수(총신대입구)·강남구청 · 상봉 · 도봉산 · 장암 방면                 |
| 하행 | ● 서울 지하철 7호선 | 보라매(현대HT)·대림(구로구청)·온수(성공회대입구)·부천시청 · 석남 방면 |

## 역 주변
- 서울특별시동작관악교육지원청
- 동작도서관
- 동작문화복지센터
- 상도2동행정복지센터
- 상도지구대
- 예사랑교회
- 장승중학교
- 노량진역 방면
- 서울상도초등학교
- 동작구청 방면
- 성대시장
- 장승배기조압행정타운(2026년)

## 이용객 변동
2000년 자료는 개통일인 2000년 8월 1일부터 12월 31일까지인 153일 기준으로 환산한 것이다.
| 노선  | 노선   | 일평균 인원수 (명/일) | 일평균 인원수 (명/일) | 일평균 인원수 (명/일) | 일평균 인원수 (명/일) | 일평균 인원수 (명/일) | 일평균 인원수 (명/일) | 일평균 인원수 (명/일) | 일평균 인원수 (명/일) | 일평균 인원수 (명/일) | 일평균 인원수 (명/일) | 각주  |
| 노선  | 노선   | 2000년                | 2001년                | 2002년                | 2003년                | 2004년                | 2005년                | 2006년                | 2007년                | 2008년                | 2009년                | 각주  |
| ----- | ------ | --------------------- | --------------------- | --------------------- | --------------------- | --------------------- | --------------------- | --------------------- | --------------------- | --------------------- | --------------------- | ----- |
| 7호선 | 승차   | 8,122                 | 9,930                 | 10,562                | 11,350                | 11,745                | 11,585                | 11,633                | 11,443                | 11,624                | 11,285                | [ 1 ] |
| 7호선 | 하차   | 7,472                 | 9,328                 | 9,937                 | 10,707                | 11,123                | 11,076                | 11,112                | 10,928                | 11,081                | 10,782                | [ 1 ] |
| 7호선 | 승하차 | 15,594                | 19,258                | 20,499                | 22,057                | 22,868                | 22,662                | 22,745                | 22,370                | 22,705                | 22,067                | [ 1 ] |
| 노선  | 노선   | 2010년                | 2011년                | 2012년                | 2013년                | 2014년                | 2015년                | 2016년                | 2017년                |                       |                       | [ 1 ] |
| 7호선 | 승차   | 10,830                | 10,754                | 10,488                | 10,931                | 11,052                | 10,851                | 10,871                | 11,184                |                       |                       | [ 1 ] |
| 7호선 | 하차   | 10,372                | 10,317                | 10,055                | 10,409                | 10,560                | 10,476                | 10,548                | 10,861                |                       |                       | [ 1 ] |
| 7호선 | 승하차 | 21,202                | 21,072                | 20,543                | 21,342                | 21,612                | 21,327                | 21,419                | 22,045                |                       |                       | [ 1 ] |

## 사진

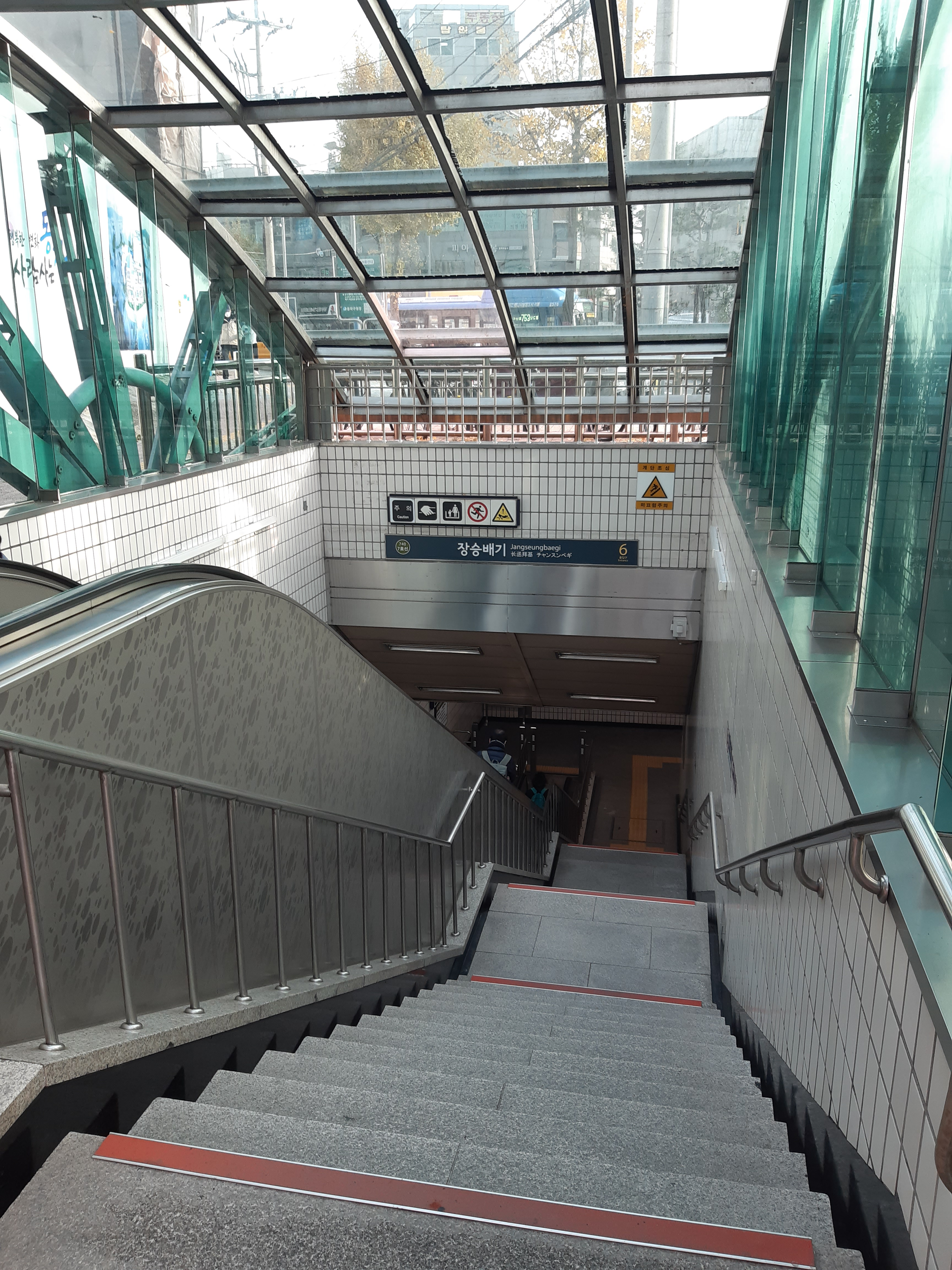
6번출구

## 인접한 역
| 서울 지하철 7호선  | 서울 지하철 7호선   | 서울 지하철 7호선          |
| ------------------ | ------------------- | -------------------------- |
| 739 상도 장암 방면 | ● 서울 지하철 7호선 | 741 신대방삼거리 석남 방면 |